# ダニー・ヴァンワイク
ダニー・ヴァンワイク（Danie van Wyk、1986年3月30日 - ）は、ナミビアのラグビーユニオン選手。

## プロフィール
- ナミビア(当時は南アフリカ共和国)・アラノス出身[1]。
- ポジションはセンター(CTB)。
- 身長 188cm、体重 91kg
- ナミビア代表キャップは16（2025年5月現在）でラグビーワールドカップ2011・ラグビーワールドカップ2015のナミビア代表に選ばれた[2]。

## 略歴
2013年、トルストコに加入。